# Robert M. Parker

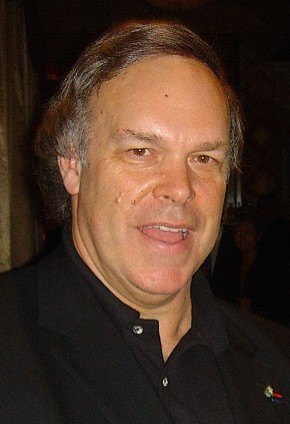
Robert M. Parker.

Robert McDowell Parker, Jr. (nacido en Baltimore, Maryland, el 23 de julio de 1947) es un crítico de vino estadounidense. Es considerado uno de los críticos de vino más influyentes del mundo, tanto en lo que se refiere al precio que alcanzan los vinos según cómo los valore, como respecto a la influencia que tiene en la producción de vino, estimándose que hay algunos productores que "parkerizan" su vino, es decir, lo adaptan a lo que creen el gusto de este crítico con la finalidad de obtener una alta puntuación.

## Biografía
Se graduó por la Universidad de Maryland, College Park, en Historia e Historia del Arte. Continuó estudiando en la Universidad de Maryland, Baltimore, graduándose en 1973 con un título en derecho (Juris Doctor). Durante más de diez años trabajó de abogado para la entidad financiera Farm Credit Banks de Baltimore. En 1975, comenzó a escribir una guía sobre vinos, con la pretensión de ser "abogado del consumidor", libre de los conflictos de interés que podían afectar a las opiniones de críticos de vino que se ganaban la vida vendiendo vinos. Tres años más tarde, en 1978, comenzó a publicar The Baltimore-Washington Wine Advocate, que se convertiría en The Wine Advocate en 1979. El primer ejemplar se remitió gratuitamente a listas de correos que Parker adquirió de varios vendedores de vino. Para su segundo ejemplar, en agosto de 1978, la revista tenía 600 suscriptores. Parker se dio a conocer internacionalmente cuando consideró soberbia la cosecha de Burdeos de 1982, a diferencia del resto de los críticos. Dejó el trabajo de abogado en el año 1984 para dedicarse en exclusiva a escribir sobre vino.
Escribe críticas y notas de cata en su publicación The Wine Advocate, que se publica seis veces al año en Parkton, Maryland. Se le considera especializado en el vino de Burdeos. Tiene un sistema de crítica basado en 100 puntos, que diseñó junto con su amigo Victor Morgenroth. Clasifica al vino en una escala de 50 a 100 puntos, en atención al color y la apariencia, aroma y buqué, sabor y acabado y un potencial o nivel de calidad global. Por lo tanto, son posibles 51 puntuaciones diferentes, y no 100. 
Los vinos realizados especialmente para obtener una alta puntuación en la clasificación de Parker a menudo se los llama "parquerizados" (en inglés, Parkerized). Debido a su influencia y al cambio de algunos estilos de vino tradicionales que representan los vinos "parquerizados", Robert M. Parker es a veces objeto de críticas[cita requerida].

## Libros
Parker ha escrito once libros sobre vino que han sido superventas.
- 1985 - Bordeaux (revisado y ampliado en 1991)
- 1987 - Parker's Wine Buyer's Guide
- 1987 - The Wines of the Rhône Valley and Provence
- 1990 - Burgundy
- 1997 - The Wines of the Rhone Valley
- 2005 - The World's Greatest Wine Estates, único traducido en España: Los mejores viñedos y bodegas del mundo, 1ª ed., 11/2006, RBA LIBROS, S.A. ISBN 84-7871-795-1